# HMS Valiant (1914)
HMS Valiant byla britská bitevní loď třídy Queen Elizabeth, postavená během první a nasazená i za druhé světové války.

## Osudy

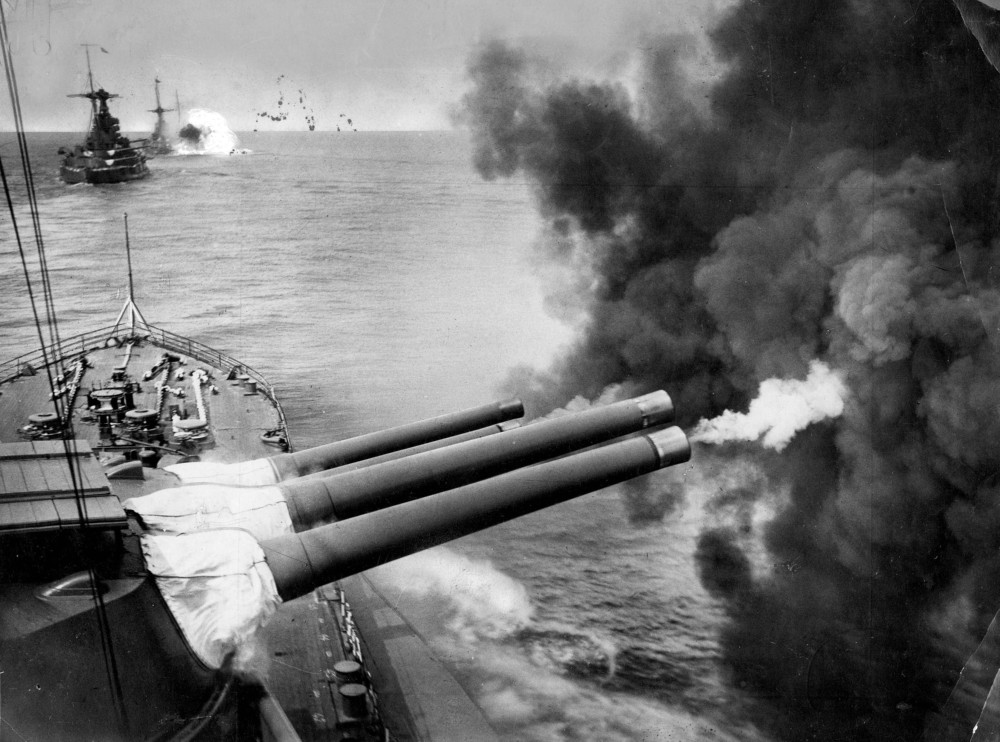
Střelba z 15palcových děl britské bitevní lodi HMS Valiant.

### První světová válka
Valiant se zúčastnil bitvy u Jutska, během které vystřelil 288 granátů hlavní ráže a sám nebyl nijak poškozen.

### Meziválečná doba
Od roku 1937 byl Valiant rozsáhle modernizován a dostal například zcela nové nástavby, protitorpédovou obšívku, nový komín a katapult se dvěma hangáry pro letouny (byl odstraněn v roce 1943). Modernizace se týkala také pohonného systému, který nyní tvořilo šest tříbubnových kotlů a čtyři turbínová ústrojí typu Parsons.
Všechna kasematová 152mm děla a také torpédomety byly odstraněny. Nově loď dostala dvouúčelové 114mm kanóny umístěné v deseti dvoudělových věžích. V prosinci roku 1939, kdy rekonstrukce skončila, nesl Valiant loď výzbroj 8× 381 mm BL Mk I, 20× 114 mm, 32× 40 mm a 16× 12,7mm kulomet (kulomety a katapult byly odstraněny v roce 1943, naopak přibylo 27 kusů 20mm kanónů).

### Druhá světová válka
Za druhé světové války byla loď součástí britské středomořské flotily. Valiant byl jednou ze tří britských bitevních lodí, které v červenci roku 1940 napadly francouzské loďstvo, kotvící v Mers-el-Kébiru. Další bojovou akcí Valiantu byla v březnu 1941 bitva u Matapanu. Dne 21. dubna 1941 Valiant, jeho sesterské lodi Barham, Warspite a lehký křižník Gloucester ostřelovaly Tripolis.
Dne 19. prosince 1941 Valiant a jeho sesterskou loď Queen Elizabeth v Alexandrii podminovali italští potápěči, kteří se do přístavu dostali pomocí řiditelných torpéd „maiale“, vypuštěných z ponorky Scirè. Příď Valiantu klesla na dno přístavu, ale poškození zdaleka nebylo tak vážné jako u Queen Elizabeth a oprava zabrala šest měsíců. Loď pak podporovala spojenecké vylodění na Sicílii a v Salernu. V roce 1944 loď operovala na Dálném východě. V roce 1945 byla vyřazena a v roce 1948 prodána do šrotu.